# Vassili Paixkévitx
Vassili Paixkévitx (rus: Василий Пашкевич)  (Sant Petersburg, 1742 - Sant Petersburg, 26 de febrer de 1797 (Julià)), nom complet amb patronímic Vasssili Alekséievitx Paixkévitx, rus: Васи́лий Алексе́евич Пашке́вич, fou un compositor rus de la segona meitat del segle xviii.
Fou músic de cambra de Caterina II, després fou violinista del Teatre Imperial, compositor de la cort i director dels balls de la cort.
Va compondre les òperes L'Oiseau de malheur (1772), On ne sent pas son propre fardeau (1794), Gli inizi del governo di Oleg, amb col·laboració de Canobbio i Sarti, i llibret de la mateixa emperadriu Caterina II, Les Deux Antoines (1804), L'Avare (1811), i una col·lecció de melodies i lieder.